# Brephos festiva
Brephos festiva är en fjärilsart som beskrevs av Jordan 1913. Brephos festiva ingår i släktet Brephos och familjen nattflyn. Inga underarter finns listade i Catalogue of Life.